# 小田原ジャンパー事件
小田原ジャンパー事件（おだわらジャンパーじけん）は、2007年より10年にわたり生活保護業務を担当する小田原市職員が差別的な文章が記載されているジャンパー等を着用し、業務を行っていた事件。

## 概要
2007年に小田原市で生活保護を打ち切られた男性がカッターナイフで市職員を切り付ける事件が起きて以降、歴代の職員64人が自腹でジャンパーを作成、事件発覚時には33人いた職員のうち28人がジャンパーを着用して業務を行っており、生活保護世帯への訪問時に着用したケースもあった。また、後の調査ではジャンパー以外にポロシャツ、Tシャツ、ボールペン、マグカップ、携帯ストラップなどの8点のグッズも作成していたことが発覚した。

## 文面
該当ジャンパーの左胸部分には「HOGO NAMENNA」（保護なめんな）とローマ字で記載し、「悪」を二本の刺又で交差させ、×印を付けたように模す、リヴァプールFCのエンブレムに類似したマークがある。
背面にはSWATを真似て生活（S）保護（H）悪撲滅（A）チーム（T）の頭文字を取り「SHAT TEAM HOGO」と大文字で書かれており、下部に英語で以下の文章が記されている。

## 反響
発覚後、不正受給を行っていない生活保護受給者を威圧するものであると小田原市に900件以上の批判が殺到した。また受給者のプライバシーに配慮していないとの批判もあった。一方「不正を許さない気持ちは大事」といった擁護意見も多数寄せられたとしている。
小田原市側は該当文章が生活保護受給者や不正受給者を非難するものでなく、他部署の職員に対するメッセージだったと釈明。そのうえで同市長の加藤憲一が謝罪。「生活保護行政のあり方検討会」と名付けた現役受給者や元受給者も含む有識者会議を開き、再発防止に当たるとした。
検討会は4回に渡って開かれ、2017年4月6日に改善点をまとめた報告書が市長に渡された。本検討会を通し、小田原市の生活保護法についての誤った理解や、違法ともいえる法運用が明らかになった。また、報告書は「生活保護は市民の権利」と位置づけたため、「受給者」という単語を使用せず「利用者」としている。これを受けて市長は1年後に改善点に対する努力の進捗を検証するものとし、同月末には市民参加の上でシンポジウムを開催するとした。
なお、エンブレムを盗用されたリヴァプールFCのリバプール・サポーターズクラブ日本支部 (OLSC Japan) は、本件発覚後リヴァプールFCに問題点を説明し、小田原市役所への抗議を検討するとともに、SNSで騒がず静観するように呼びかけた。